# Anastasios Manthos
Anastasios K. Manthos (griechisch Αναστάσιος Κ. Μάνθος, * in Kavala) ist ein griechischer Mediziner und Rektor der Aristoteles-Universität Thessaloniki.

## Leben
Nach der Ausbildung an der Militärischen Medizinschule wurde Manthos als Brigadegeneral Ophthalmologe in der Luftwaffe. Zunächst studierte er am Elektronischen Mikroskopiezentrum der Université de Lausanne.
Heute ist Manthos der Direktor des Histologisch-embryologischen Laboratoriums. Er ist auch der Direktor der Anatomischen Sektion. Am 1. September 2006 wurde er der Rektor der Aristoteles-Universität Thessaloniki.
| Personendaten    | Personendaten                                              |
| ---------------- | ---------------------------------------------------------- |
| NAME             | Manthos, Anastasios                                        |
| ALTERNATIVNAMEN  | Manthos, Anastasios K.; Μάνθος, Αναστάσιος K. (griechisch) |
| KURZBESCHREIBUNG | griechischer Mediziner und Embryologe                      |
| GEBURTSDATUM     | vor 1960                                                   |
| GEBURTSORT       | Kavala                                                     |